# 菲季基夫
48°42′5″N 24°36′21″E / 48.70139°N 24.60583°E
菲季基夫（烏克蘭語：Фитьків），是烏克蘭的村落，位於該國西部伊萬諾-弗蘭科夫斯克州，由納德沃爾納亞區負責管轄，始建於1433年，面積14.11平方公里，2001年人口1,551，人口密度每平方公里109.9人。